# Блоха і мурашка (мультфільм, 1971)
«Блоха і мурашка» — грузинський радянський мальований мультфільм кінорежисера Михайла Чіаурелі. Мультфільм знятий по мотивах народної грузинської казки